# Alex niasica
Alex niasica är en fjärilsart som beskrevs av Swinhoe 1917. Alex niasica ingår i släktet Alex och familjen mätare. Inga underarter finns listade i Catalogue of Life.